# Orlu (Ariège)
Orlu település Franciaországban, Ariège megyében. Lakosainak száma 160 fő (2022. január 1.). Orlu Artigues, Ascou, Mérens-les-Vals, Mijanès, Orgeix, Angoustrine-Villeneuve-des-Escaldes, Fontrabiouse és Formiguères községekkel határos.

## Népesség
A település népességének változása:
| Lakosok száma | 125  | 147  | 179  | 197  | 194  | 182  | 160  | 164  | 165  | 160  |
|               | 1968 | 1982 | 1990 | 2006 | 2013 | 2015 | 2017 | 2019 | 2020 | 2022 |